# Rábaköz

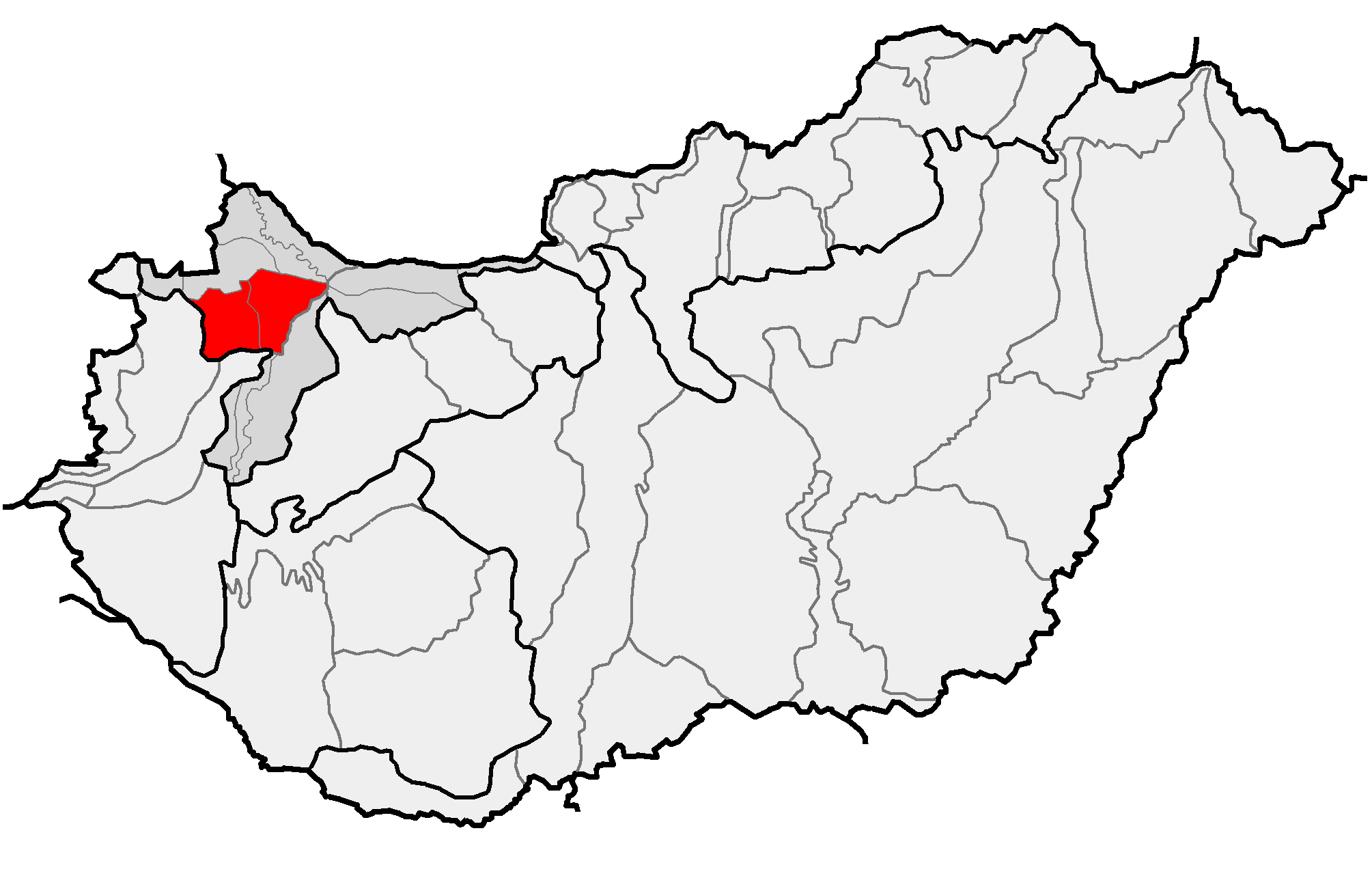
Pozíció Magyarország térképén

A Rábaköz a Kisalföld egyik jellegzetes kistája. Győr-Moson-Sopron vármegyében, a Csornai és Kapuvári járásban helyezkedik el. Az újabb természetföldrajzi beosztások szerint a Rábaköz tulajdonképpen két kistájból (a Kapuvári-síkból és a Csornai-síkból) áll.

## Röviden a Rábaközről
Délen és keleten a Rába, nyugaton a Répce határolja, északon a két folyó hordalékkúpja választja el a Hanságtól. Kiterjedése K-Ny-i irányban 30, É-D-i irányban 25 km.
A Rába folyó építette a Rábaköz felszínét. A tájegység jó termőfölddel és kiváló legelőkkel rendelkezik. A honfoglalás előtt és az Árpád-korban zömében szlávok lakták, akik idővel beolvadtak. Csorna neve szintén szláv eredetű, a fekete szóból származik.
A történelem során tatár és török dúlást is elszenvedett, s gyakran pusztítottak árvizek. Történelmi mementókként Árpád-kori templomok (Rábaszentmiklós és Árpás), török világra emlékeztető kőoszlopok, barokk kastélyok (Mihályi és Szany), a múlt századi virágzó állattenyésztéshez kapcsolódó faluképek (Bogyoszló és Szil), és híres népművészetet, népviseletet (Dör és Szany) maradt az utókorra a Rábaközben. A Rábaköz híres a táncairól, mint a kónyi, kapuvári, szanyi verbunk (utóbbi országosan is ismert),  valamint a gyertyás legénytánc és a szárföldi dus.
A Rábaköz ismert hímzései szorosan összefüggenek a népviselettel. A régi kézművesipart őrzik a csornai kékfestők, a döri fazekasok, a höveji csipkehímzők. A nagy teljesítményű modern malmok mellett a régi molnárélet emlékét őrzi a romos gyórói vízimalom.
A népi táplálkozás hagyományos ételei közül a legjellegzetesebb a rábaközi perecet. A hagyomány szerint közel kétszáz éve sütik. Ünnepi alkalmak, lakodalom, keresztelő, búcsú süteménye, és ajándékozásra is kiválóan alkalmas.

## Földrajzi adottságok
A Duna hordalékkúpjától délre a Fertő süllyedésével egyidős Hanság teknőjét találhatjuk. Ma is vizenyős rétség, mocsár és rétláp tölti ki a jelentékeny részét. Egykor összefüggő állóvíz lehetett a Duna és a Rába hordalékkúpja közé zártan.
A terület mély vonalában haladó Fertő-Hanság-csatornához és a Rábához csatlakozó számos csatorna sem képes megoldani tökéletes belvízmentességét, mert a Hanság alacsony fekvése miatt a vizeknek nincs elég esésük. A lapos tengerszinttől néhol alacsony terephullámok, úgynevezett gorondok emelkednek ki, melyek a területet kitöltő jelenkori öntésiszaptól, réti és lápi agyagtól eltérően homokból és kevés kavicsból épülnek fel.
A Hanság teknőjétől délre a Répce és a Rába között a Rábaköz szinte tökéletes síkja terül el, 120 méteres tengerszint feletti magasságban. A Kisalföld süllyedékének délre kiöblösödő folytatása ez, amelyben a Rába kavicsos lerakódását 8–10 m vastag jelenkori öntésiszap és homok borítja.
A Rábaköz növényvilága a hosszú idő óta civilizált, mezőgazdasági művelés alá vont területek jellegzetességeit mutatja. Szántóföldjei túlnyomórészt jó minőségűek, a legfontosabb termesztett növények a kalászos gabonák, a kukorica, a repce. A petőházi cukorgyár bezárásáig jelentős területen termesztettek cukorrépát is. A vidéket természetes állapotában eredetileg erdőség borította, a hajdani mocsári és tölgyes erdők zömét azonban régen kiirtották. A megmaradt erdőfoltok jellemzően keményfás társulások kocsányos tölgy főfafajjal.
A térség jellegzetes vonása a mérsékelten száraz éghajlata. A csapadék 600–650 mm, de itt is vannak „alföldi” szárazságú esztendők. A terület azonban ennek ellenére a magasabb légnedvesség és a mindig bőséges talajvízkészlet miatt sohasem szenved olyan méretű aszálykárokat, mint a Nagyalföld. Jellegzetes a gyakori erőteljes északnyugati-nyugati irányú légmozgás.
A terület felszíni képződményei a medencéket közrefogó dombokon lösz, löszös homok, a medencében 0,5–5 m vastagságú iszapos agyag, homokos képződmények borítják a törmelékkúpot.
A metamorf alapkőzet és miocén korú agyag és agyagos márga képződmények vízrekesztő jellegüknél fogva vízbeszerzésre nem jöhetnek számításba.

## Gazdaságföldrajzi adottságok
Annak ellenére, hogy táj az ország egyik legdinamikusabban fejlődő vármegyéjében található, a települések már viszonylag távol esnek a nagy innovációs központoktól.
A térség fő tengelyét a 85-ös út adja, emellett a 86-os út is keresztezi, e két fő gerinchez azonban közvetlenül csak kevés település kapcsolódik. A két országos jelentőségű főút Csornán keresztezi egymást, így a város olyan tranzitjelleggel rendelkezik, ami alapot ad ahhoz, hogy a város, illetve a kistérség kapcsolódhasson a hazai és a nemzetközi közlekedési hálózatokhoz. A térség településeinek többsége azonban nem a két főút mentén fekszik, így sok község esetében az elszigeteltség jelensége figyelhető meg.
A soproni és kópházi határátkelők felértékelődésével párhuzamosan a 85-ös út forgalmi terhelése olyan nagymértékben megnőtt, hogy az kikényszeríti a Győr-Csorna közti szakasz mielőbbi négysávossá bővítését, a településeket elkerülő szakaszok megépítését.
A Csornán áthaladó vasúti fővonal szintén jó összeköttetést biztosít a városnak, ám a településről leágazó három mellékvonal mindössze 10 községnek jelent közvetlen vasúti kapcsolatot.
A terület alatt vannak ugyan kiterjedt termálvíz bázisok, gyógyfürdőként azt azonban csak Csornán és Kapuváron hasznosítják.
A rendszerváltást követően a gazdaság szerkezetének átalakulása nem indult meg olyan dinamikusan, mint a megye több részén, jelentős zöldmezős beruházás idáig nem valósult meg.
A térségben a működő jogi személyiségű vállalkozások viszonylag alacsony száma a térség jellegéből (rurális) adódik. Nincs hagyományuk az ipari és a kereskedelmi, illetve a feldolgozó vállalkozásoknak. A működő jogi személyiség nélküli vállalkozások már jóval elterjedtebbek, mint a jogi személyiségűek. Ez a vállalkozási forma a mezőgazdaság területén vált különösen kedveltté. A kilencvenes éveket összességében vizsgálva, a regisztrált vállalkozások számának folyamatos növekedése figyelhető meg.
A térség foglalkoztatási szerkezetét vizsgálva látható, hogy mind a tájegységen belülre, mind annak határain kívülre jelentős az ingázás. Az Ausztriába irányuló ingázás itt nem jelentős. Burgenlandban inkább csak a mezőgazdasági (kertészeti, szőlészeti) idénymunkák idején vállalnak munkát a térség polgárai.

## Turizmus, állatvilág
A tájegység turisztikai vonzerői alapján markáns, természeti profilú vonzásövezetek rajzolódnak ki a térség északi és délkeleti szegélyterületein; ezek vonzási csomópontoknak tekinthető, kínálati övezetekké fejleszthetők. Viszonylag széles, több vonzerő-kategóriát is lefedő, adottság-spektrumú centrumok vannak (Bősárkány, Szany, Csorna), amelyek kínálati központokként a térség turizmusának szervező helyeként működhetnek. A csornai kistérségi társulás a turisztikai kínálat előmozdítására most készíti el a turizmus fejlesztési programját.
Az ökoturizmusnak a Tóköz adottságai kiválóak, hiszen a kistáj bővelkedik lápos, mocsaras területekben, a nádasok, bokorfüzesek, gazdag élővilágot rejtenek. A Rábca, illetve Keszeg-ér által természetes módon kialakult Barbacsi-tó valamint a Fehér-tó a táj legnagyobb természeti értékének tekinthető. A szigorúan védett, csak engedéllyel látogatható Fehér-tavi ökoszisztémába mintegy 200 madárfaj (többek között a szigorúan védett vörösgém, nagy kócsag és bölömbika) tartozik. A lápos, mocsaras Hanság maradványaként fennmaradt, a Ramsari egyezmény hatálya alá eső vizes élőhelyeken olyan ritka állatfajok figyelhetők meg, mint például a patkányfejű pocok, vagy a lecsapolásokkal párhuzamosan mára sajnos csak igen kevés helyen megmaradt réti csík és lápi póc halfajok. A zavartalan bioszféra megfigyelésére érkező ornitológusok, biológusok mellett immár évek óta egy ornitológiai tábor keretében szervezett gyerekcsoportok is látogatják a területet.
Vadállományát tekintve döntően apróvadas jellegű (mezei nyúl, fácán), a nagyvad-fajokat a nagy egyedszámban jelenlevő őz képviseli. A gímszarvas időszakosan jelenik meg, a Rábaközt övező szomszédos tájakról érkezve.
A páratlan természeti értékek mellé párosul Burgenland, a Fertő, valamint a Duna-menti kerékpárút közelsége, így az ökoturizmus fellendülésének lehetőségei adottak.
Termálturizmusról alig beszélhetünk, hiszen a tájegység két ilyen strandját csak a nyári időszakban hasznosítják.
Jelentősnek tekinthető a Rábán nyaranta megjelenő víziturizmus.

## Kulturális örökség

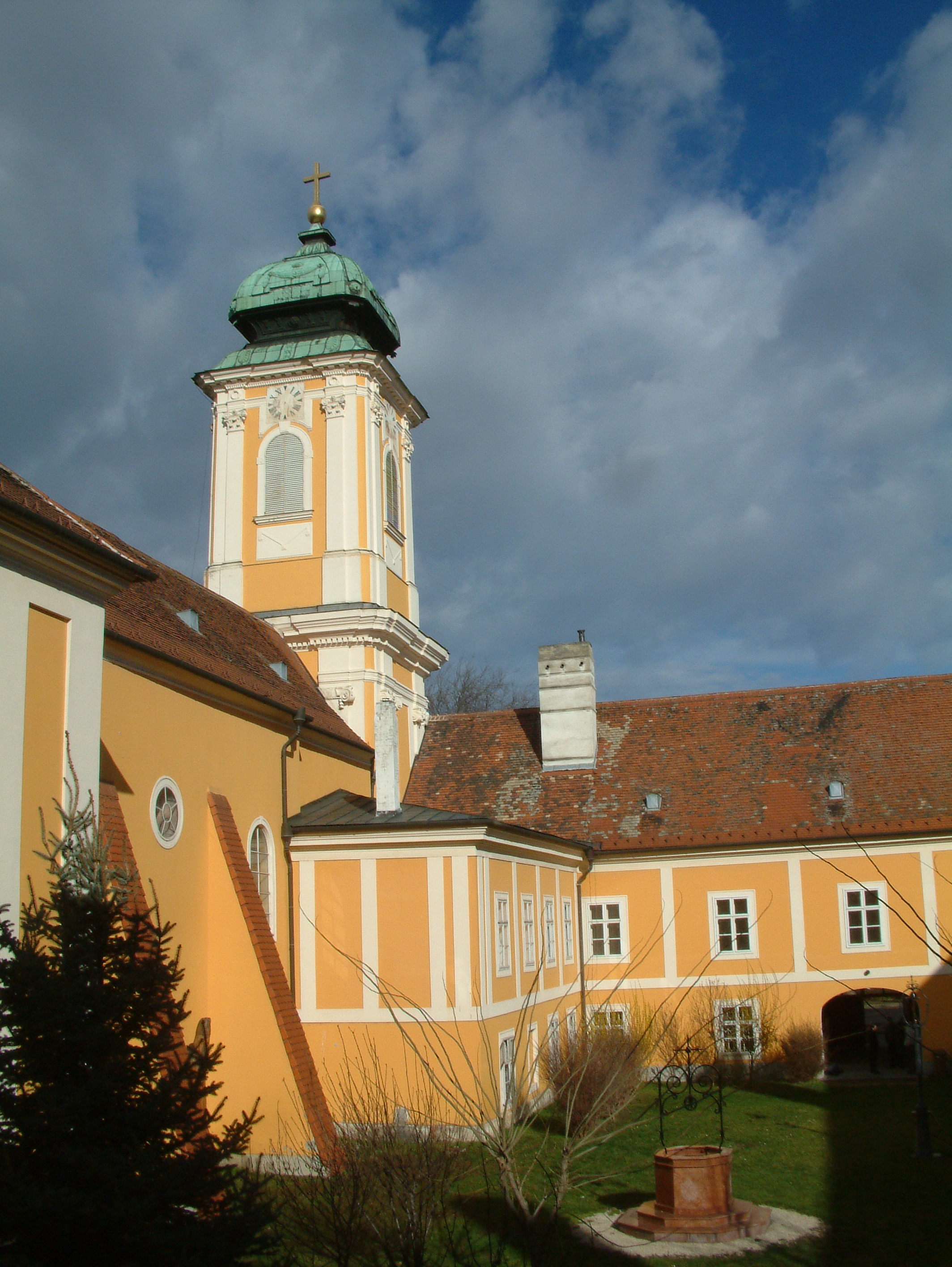
A premontrei rendház és templom

A Rábaköz központja Kapuvár mellett Csorna; rendezett utcái és terei, a múzeum, a műemlék Csornai Premontrei Prépostság templom együttese, a főtér középületei és parkjai egy polgári kisváros büszke múltjáról tanúskodnak. 
A város országos jelentőségű múzeuma, a Csornai Múzeum térséget átfogóan bemutató állandó kiállítása mellett több településen is működnek helytörténeti múzeumok, gyűjtemények.
A Rábaköz műemlék kastélyai, szép templomai megtekintésre érdemesek, azok az idegenforgalmi kínálat szerves részét is képezik. Kastélyépület található Rábasebesen, Mihályiban, Szanyban, Sobron, Egyeden, valamint Szilsárkányban. Árpád-kori templommal büszkélkedhet Árpás és Rábaszentmiklós, impozáns neoromán templom tekinthető meg Rábacsanakon, klasszicista Bogyoszlón, barokk Vágon és Dörben, háromtornyú Szanyban. A több helyen meglévő népi építészeti emlékeket is érdemes felkeresni.
A népi mesterségek közül különösen említésre érdemes a fafaragás (Bogyoszló, Vág), a dísztárgyak készítéséhez alapul szolgáló szalmafonás (Kóny), a fazekasság (Dör), a gyékény- és vesszőfonás (Bősárkány).
A művészeti életben különösen jelentősek a hagyományőrző néptánc-együttesek. Néhány együttes nem pusztán helyi, de országos, sőt nemzetközi események állandó fellépője is. A legismertebb szanyi Bokréta vegyes néptánc együttes mellett a vidék magas szintű táncművészetét mutatják a szili néptánc együttes, valamint a csornai Pántlika néptánc együttes hazai és nemzetközi sikerei.

## Népművészet
A Rábaköz népviseletéből a kapuvári, a csornai és a szanyi viselet igényességét, művészi értékét kell kiemelni. A női viselet anyaga (bársony, selyem, brokát…), színvarázsa méltán nyerte el mindenki tetszését. A pillangós kobak jellegzetes fejdísz volt, a kendők (Kapuváron a tilámli, Csornán az aranyfonalas és aranypecsétes) valóságos remekművek. Az alsóruhák házi vászonból készültek. A kapuvári viseletről könyvében Horváth Teréz nyújt szakszerű leírást. A vitnyédi, a szili hagyományos viselet a fentiekkel hasonlóságot mutat. A kivetkőzést követően a ’40-’50-es évektől a néptánccsoportok szereplésein gyönyörködhetünk a XIX. századtól elterjedt ünnepi népviseletekben. A hétköznapi viselet egyszerűbb, kékfestő, vagy karton anyagból készült.
A rábaközi hímzés legjobb ismerői Jámborné Zsámár Margit és Virágné Szalontai Judit több kötetben közölnek leírást és mintakincset. A kézimunkák szőr–pamut hímzéssel készültek, amit növényi festékkel színeztek. Az egyszínű piros mellett a kék, ritkábban fekete színt használtak. A sokszínű párák, terítők ma is a rábaközi lakások díszei. Kedvelték a kazettás szerkezetet, az életfa motívumot, a virágokat, a növényi indákat és a madarakat. A szálán-varrott, a keresztszemes és a vagdalásos technikák mellett a fehérhímzés egyik fajtáját, a pókozást főként Hövejen művelik.
A népi fafaragás kiemelkedő művészeti ág. Az egyszerű faeszközöket saját szükségletre maguk készítették, de a bútorokat (tulipános ládát, kászlit, almáriumot) asztalosoknál rendelték meg. A népművészeten belül a pásztorművészet remekei legeltetés, vagy delelés közben születtek. A juhászok ismerték a spanyolozás, a karcolás, az ékrovás és az ólmozás technikáját. Tükrösök, borotvatartók, mángorlók, szapufák legszebbjeit a kapuvári, a csornai és a soproni múzeumokban őrzik. A mestergerendákon látható motívumok újabban dísztárgyakra kerülnek. Híres faragókat ismerünk Bogyoszlón: Kiss Ernő, Pintér Jenő, Áder István munkáiban a síkfaragás és a szobrok, sőt a szoborkompozíciók is megjelennek.
A fa mellett csont-és szarufaragásban a győri alkotók jeleskednek.

## Külső hivatkozások
Hivatalos oldal
- Csorna hivatalos oldala
- Rábaközi Televízió
- Rábaközi Magazin
- Rábaköz Info
- Rábaköz oldala
- Info Rábaköz
- Rábaköz Vidékfejlesztési Egyesület oldala
- A Premontrei Apátság épületében működő Csornai Múzeum honlapja Archiválva 2014. március 6-i dátummal a Wayback Machine-ben

## Rábaköz települései
| - Acsalag - Árpás - Babót - Bágyogszovát - Barbacs - Beled - Bezi - Bodonhely - Bogyoszló - Bősárkány - Cakóháza - Cirák - Csorna - Dénesfa - Dör - Edve | - Enese - Egyed - Farád - Fehértó - Győrsövényház - Gyóró - Himod - Hövej - Ikrény - Jobaháza - Kapuvár - Kisbabot - Kisfalud - Kóny - Maglóca - Magyarkeresztúr | - Markotabödöge - Mérges - Mihályi - Mórichida - Osli - Páli - Pásztori - Potyond - Rábacsanak - Rábacsécsény - Rábakecöl - Rábapatona - Rábapordány - Rábasebes - Rábaszentandrás - Rábaszentmihály | - Rábaszentmiklós - Rábatamási - Rábcakapi - Sobor - Sopronnémeti - Szany - Szárföld - Szil - Szilsárkány - Tárnokréti - Vadosfa - Vág - Vásárosfalu - Veszkény - Vitnyéd - Zsebeháza |

## Képek

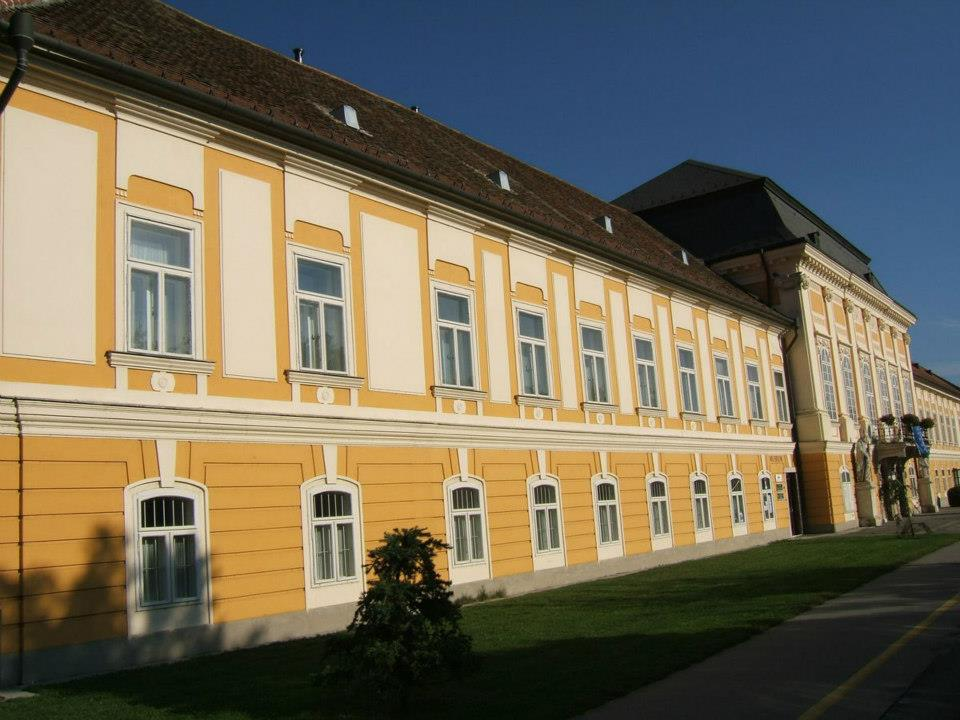
A Csornai Premontrei Prépostság épülete. Az északi szárnyban működik a Csornai Múzeum.
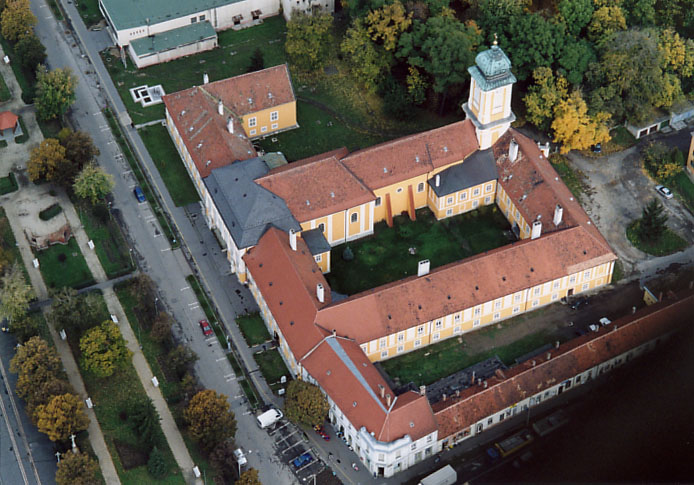
A Csornai Premontrei Prépostság légi felvételen
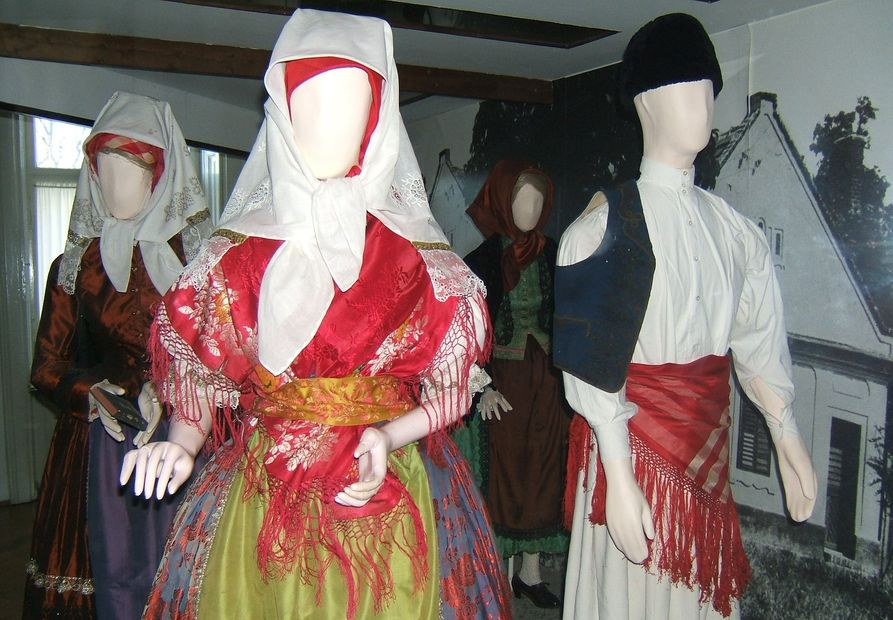
Rábaközi (csornai) ünnepi népviselet a Csornai Múzeum kiállításán.
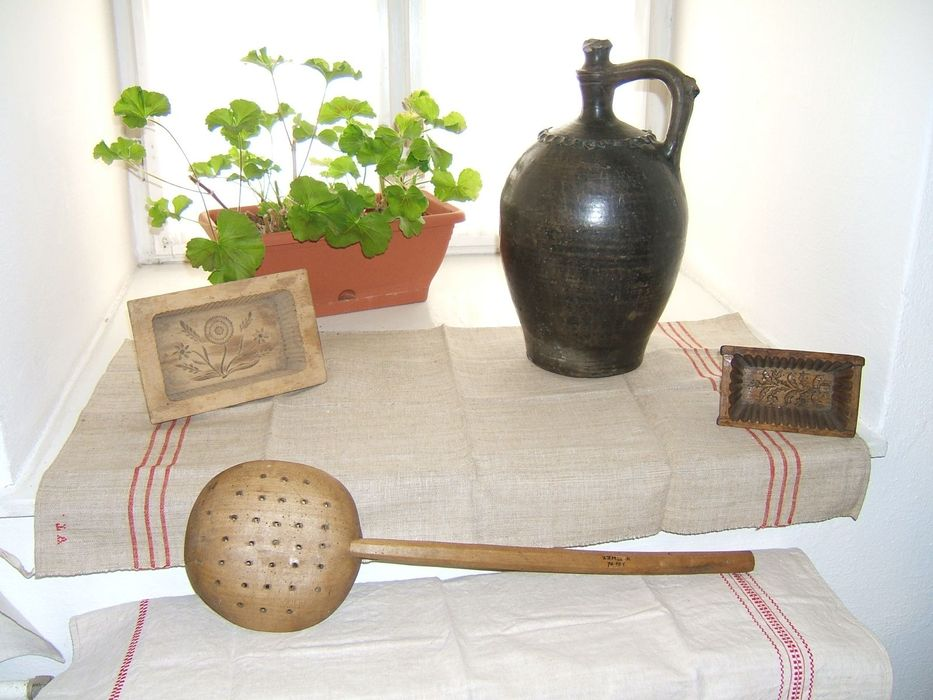
Döri aratókorsó, faragott vajnyomó minták és tésztaszedő fakanál a Csornai Múzeum kiállításán.